# Udo von Woyrsch

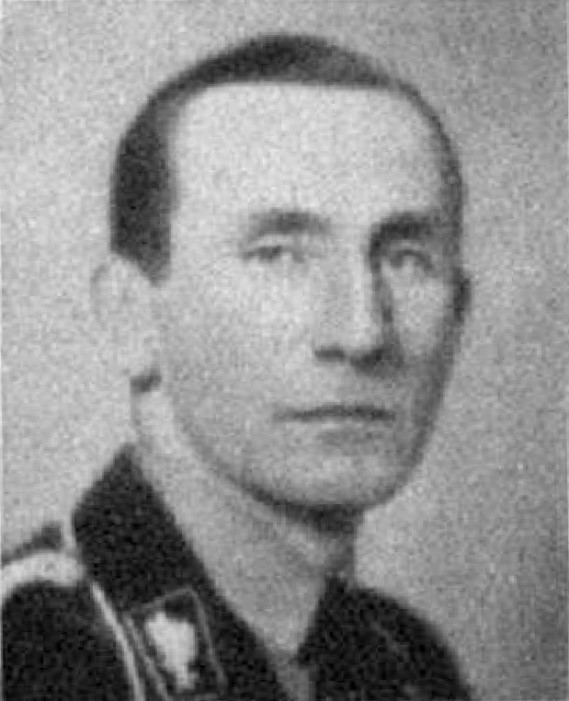
Udo von Woyrsch

Udo Gustav Wilhelm Egon von Woyrsch (* 24. Juli 1895 auf Rittergut Schwanowitz, Landkreis Brieg; † 14. Januar 1983 in Biberach an der Riß) war ein deutscher Politiker (NSDAP), SS-Obergruppenführer und General der Polizei. Er war unter anderem Mitglied des Preußischen Staatsrats auf Lebenszeit, Mitglied des nationalsozialistischen Reichstags, Höherer SS- und Polizeiführer Elbe sowie Gutsbesitzer auf Schwanowitz und Pramsen. 
Für die von ihm verantworteten Morde in Schlesien im Rahmen des sogenannten Röhm-Putsches wurde er 1957 zu zehn Jahren Haft verurteilt. Nachdem die Polnische Republik im Frühherbst 1939 nach dem Überfall auf Polen zerschlagen worden war, wurde unter Führung von Woyrsch eine Einsatzgruppe zur besonderen Verfügung gebildet, mit dem „Auftrag, Polen und Juden im Raum Kattowitz zu liquidieren“. Seiner als besonders brutal geltenden Einsatzgruppe fielen bis Ende 1939 etwa 7000 Menschen zum Opfer.

## Leben und Tätigkeit

### Frühe Jahre
Woyrsch erhielt ab 1901 Privatunterricht in seinem Elternhaus und wechselte 1905 auf das Gymnasium zu Brieg. Nach dem Schulbesuch schlug er die Offizierslaufbahn ein und besuchte ab 1908 eine Kadettenanstalt, wo er 1914 das Fähnrichsexamen bestand. Er nahm ab August 1914 am Ersten Weltkrieg teil und befand sich nach Kriegsende in russischer Kriegsgefangenschaft. Nach seiner Entlassung betätigte er sich ab Februar 1919 beim Grenzschutz Ost. Ab 1921 absolvierte er eine landwirtschaftliche Ausbildung und übernahm 1923 die Güter seines Vaters.

### Betätigung in der NS-Bewegung von 1929 bis 1939
1929 schloss Woyrsch sich der NSDAP (Mitgliedsnummer 162.349) an. Außerdem wurde er 1930 Mitglied der SS (SS-Nr. 3.689), in der er rasch Karriere machte und im November 1930 umgehend zum Sturmbannführer (Major) ernannt wurde. Im März 1931 erhielt er die Ernennung zum Standartenführer, im September 1931 zum SS-Oberführer. Im März 1932 war er bereits zum SS-Gruppenführer befördert worden.
Im Sommer 1932 gelang es Woyrsch, Oberst Walter von Reichenau, Chef des Stabes des ostpreußischen Wehrkreisbefehlshabers Werner von Blomberg, für die Ziele der NS-Bewegung zu gewinnen. Reichenau arbeitete fortan systematisch daran, Blomberg für den Nationalsozialismus einzunehmen. Dieser wurde im Januar 1933 von Reichspräsident Paul von Hindenburg zum Reichswehrminister der Hitler-Regierung ernannt und mit der Rolle eines „Aufpassers“ betraut.
Von 1932 bis März 1933 war Woyrsch Mitglied des Preußischen Landtages. Im Juli 1933 wurde er zum Mitglied des Preußischen Staatsrates ernannt. Außerdem zog er im März 1933 in den Reichstag ein, dem er anschließend bis zum Ende der NS-Herrschaft als Abgeordneter für Schlesien angehörte. Als Abgeordneter stimmte er im März 1933 für das Ermächtigungsgesetz.
Während der Röhm-Affäre Ende Juni / Anfang Juli 1934 war Woyrsch als Führer des SS-Oberabschnitts Südost für zahlreiche Morde und Verhaftungen im Raum Schlesien verantwortlich. Sein extremer Radikalismus brachte ihm dabei den Spitznamen Bluthund ein: Mit Ausnahme von Berlin und München, den eigentlichen Zentren der Säuberungswelle, wurden in Schlesien mehr Einzelpersonen liquidiert als in allen anderen Provinzen des Deutschen Reiches. Dabei ließ Woyrsch entgegen Himmlers Weisung seinen persönlichen Rivalen Emil Sembach ermorden sowie eine Reihe von Unbeteiligten, die teils nach bewusster Ausweitung der aus Berlin kommenden Weisungen durch Woyrsch, teils auf Eigeninitiative der seiner Kontrolle entglittenen SS in Schlesien getötet wurden. Nach diesen Überschreitungen wurde Woyrsch, der am 1. Januar 1935 zum SS-Obergruppenführer befördert worden war, am 19. Januar 1935 von allen seinen Ämtern in Schlesien enthoben. Göring entließ ihn als Mitglied des Preußischen Staatsrates. Anschließend wurde er dem Persönlichen Stab des Reichsführers SS zugeordnet. Er wurde „Schiedmann des großen Schiedhofs beim Reichsführer SS“ und ab Mitte Oktober 1938 für den Chef der Ordnungspolizei informatorisch tätig.

### Zweiter Weltkrieg
Nach dem Überfall auf Polen wurde Woyrsch am 3. September 1939 von Himmler mit dem Kommando einer Einsatzgruppe z. b. V. betraut zu „radikaler Niederwerfung des aufflackernden Polenaufstandes“. Obwohl es keinen nennenswerten Widerstand gab, wurden Woyrschs Befugnisse als „Sonderbefehlshaber der Polizei“ im Gebiet der 14. Armee erweitert und Himmler wies ihn an, „polnische Banden“ zu entwaffnen und Exekutionen durchzuführen. In den Folgemonaten wurden 7000 Juden und polnische Zivilisten im deutsch besetzten Polen erschossen.
Ab dem 20. April 1940 war Woyrsch Höherer SS- und Polizeiführer des SS-Oberabschnittes „Elbe“ mit Dienstsitz Dresden. Am 15. April 1941 wurde er zum General der Polizei befördert. Seit 30. Januar 1943 war er Inhaber des Goldenen Parteiabzeichens der NSDAP. Aufgrund mangelnder Eignung wurde er im Februar 1944 von seinem Posten als HSSPF entbunden und durch Ludolf-Hermann von Alvensleben ersetzt. Nach der Amtsenthebung wurde er auf geheime Weisung Himmlers auf sein Gut verbannt. Ende Januar 1945 meldete er sich zur Waffen-SS und war in der Kriegsendphase mit der „Rückführung der Zivilbevölkerung“ beauftragt. Zum Kriegsende folgte er der sogenannten Rattenlinie Nord nach Flensburg.

### Nachkriegszeit
Am 9. Mai 1945 begab sich Woyrsch in Eckernförde in britische Kriegsgefangenschaft. In der Folgezeit befand er sich in britischer Internierung. Im Zuge des Nürnberger Ärzteprozesses gab er eine eidesstattliche Erklärung für den angeklagten Joachim Mrugowsky ab.
Durch Urteil des Spruchgerichts Bergedorf vom 27. Oktober 1948 wurde Woyrsch im Rahmen eines Spruchkammerverfahrens wegen Zugehörigkeit zu einer für verbrecherisch erklärten Organisation zur Höchststrafe von zehn Jahren Haft verurteilt. Nach einer Revision wurden auf das Urteil bislang verbüßte Haftzeiten angerechnet. Die Spruchkammer legte bei ihrem Urteil seine Kenntnis „von der verbrecherischen Verwendung der SS bei der Verfolgung der politischer Gegner und der Juden, bei Übergriffen in den besetzten Gebieten, beim Fremdarbeiterprogramm und bei der völkerrechtswidrigen Behandlung der Kriegsgefangenen“ zugrunde. Danach wurde er in die Strafanstalt Esterwegen verlegt.
Nach Gewährung einstweiliger Strafunterbrechung wurde Woyrsch am 2. April 1952 auf freien Fuß gesetzt. Am 12. März 1953 gewährte der Senat der Stadt Hamburg als Gnadenbehörde ihm Strafaussetzung bis zum 10. März 1958. Nach seiner Haftentlassung im April 1952 ließ er sich in Bonlanden nieder, wo er als Pförtner in einer Fabrik arbeitete.
In einem zweiten Gerichtsprozess wurde Woyrsch am 2. August 1957 vom Schwurgericht beim Landgericht Osnabrück wegen seiner Rolle bei der Niederschlagung des sogenannten Röhm-Putsches zu einer zehnjährigen Haftstrafe verurteilt, kam jedoch bereits 1960 wieder in Freiheit. Aufgrund von Verhandlungsunfähigkeit wurden weitere Verfahren gegen ihn 1977 eingestellt.

## Ehe und Familie
Woyrsch entstammte einem alten südböhmischen Adelsgeschlecht. Er war der Sohn des königlich preußischen Kammerherrn und Gutsbesitzers Günther von Woyrsch (1858–1923) und seiner Gattin Gertrud Gräfin von Pfeil und Klein-Ellguth (1866–1956). Der preußische Generalfeldmarschall Remus von Woyrsch (1847–1920) war sein Onkel.
Am 25. Juni 1924 heiratete er auf Gut Pischkowitz in Niederschlesien in erster Ehe Marie-Eva von Eichborn (* 1902; † 1987), eine Tochter des Gutsbesitzers Wolfgang von Eichborn auf Pischkowitz und der Edelgard von Rosen (Haus Neudorf). Diese Ehe wurde am 19. Mai 1933 in Brieg (Niederschlesien) wieder geschieden.
Am 21. September 1934 heiratete Woyrsch in zweiter Ehe in Bad Salzbrunn (Niederschlesien) Inez Freiin von Tschammer und Quaritz (* 1908; † 2001), eine Tochter des Gutsbesitzers Siegfried Freiherr von Tschammer und Quaritz auf Quaritz und der Edith von Lieres und Wilkau (Haus Stephanshain). Aus dieser Ehe gingen vier Kinder hervor.

## Überlieferung
Im Bundesarchiv haben sich eine Reihe von Akten über Udo von Woyrsch erhalten: So zwei umfangreiche SS-Personalakten über Woyrsch (R 9361-III/564768 und R 9361-III/564769), eine Akte des Rasse- und Siedlungshauptamtes der SS zu seiner Wiederverheiratung (R 9361-III/230395) und eine Akte mit Parteikorrespondenz der NSDAP zu Woyrsch (R 9361-II/1229180). Diese Akten sind digitalisiert worden und können von jedermann barrierefrei über die invenio-Datenbank des Bundesarchivs online von zu Hause abgerufen und gesichtet werden.